# 欧洲生态学杂志
欧洲生态学杂志（European Journal of Ecology）是一个创立于2015年、每半年出版一次的英语科学期刊（半年刊）。期刊致力于发表与生态学各个领域相关的原创同行评议学术论文，栏目主要包括“研究论文”、“综述”、“论坛文章”和“政策导向”。所有文章均不收取任何版面费，而且向所有作者和读者免费开放获取。
欧洲生态学杂志不仅仅只是资深科学家们相互交流的一个学术圈子，同时也为年轻的职业入门者提供一个公正的论文发表平台。因此，期刊编辑部希望本刊的同行评议专家，尽可能提供详细的审稿意见、建议和评述，以帮助作者和期刊更好地修改和完善其论文。